# Jakob Brunner (Fotograf)
Jakob Brunner (* 11. Juni 1846 in Küsnacht; † 16. Juli 1927 in Zürich), auch unter dem Namen Jacques Brunner tätig, war ein Schweizer Fotograf und Unternehmer.

## Leben
Jakob Brunner wurde am 11. Juni 1846 als Sohn des Hans Jakob und der Elisabetha (geborene Suter) in Küsnacht geboren. In den 1860er Jahren absolvierte er eine Steindruckerlehre in Zürich. Nach mehreren Wanderjahren liess er sich um 1873 als Porträtfotograf in Basel nieder.
Ein Jahr später, 1874, zügelte er nach Winterthur, wo er bereits früher Lehrling des Winterthurer Fotografen Johann Linck war. Er gründete dort in der damaligen Niedergasse, die heute Steinberggasse heisst, sein eigenes Geschäft. Dort erzeugte er ab 1877 als Erster in der Schweiz Lichtdrucke in der Schnellpresse.
1892 zog er nach Zürich und gründete die Firma Brunner & Hauser, die ab 1896 den Namen Polygraphisches Institut AG trug. Ferner gründete er 1901 die Brunner & Co. Kunstanstalt, die ab 1904 eine zusätzliche Filiale in Como eröffnete.  Brunner stellte 1911 wiederum als erster in der Schweiz auf den Kupfertiefdruck um.
Jakob Brunner, der 1872 Johanna Täuber ehelichte, starb am 16. Juli 1927 in Zürich.

## Ehrungen
- 1879 Auszeichnung für Lichtdruck auf der Fotografieausstellung in Genf
- 1914 Auszeichnung auf der Leipziger Buchmesse